# TCPアクセラレーション
TCPアクセラレーションとは、アプリケーションに手を加えることなく、ネットワーク接続において標準的なTCPよりも優れたスループットを実現する一連の技術の名称である。
一般的には、チェックサム・オフロード、TCP SAR (Segmentation and reassembly) オフロード、DMAオフロード、ACKペーシング、2つ以上の Middlebox におけるTCP透過型プロキシ、TCPオフロードエンジンなどの手法が用いられる。

## TCP透過型プロキシ
TCP透過型プロキシはTCP通信を中継、パケットロスを検知したときにクライアントに代わって再送要求をサーバーに送ったり、あるいは再送要求を受けた時サーバーに代わってデータを送ったりする。
これによりパケットロス時にサーバー-クライアント間を往復しなくて済むようになりRTT（ラウンドトリップタイム）が減少、高速化/低遅延化がもたらされる。